# Дронго коморський
Дронго коморський (Dicrurus fuscipennis) — вид горобцеподібних птахів родини дронгових (Dicruridae).

## Поширення
Ендемік Коморських островів. Трапляється лише навколо гори Картала на острові Гран-Комор. Мешкає у тропічних лісах на висоті 500—1000 метрів над рівнем моря. Загальна популяція виду оцінюється у 100 птахів.

## Опис
Дрібний птах, завдовжки 26-29 см. Це птах з міцною і стрункою зовнішністю, великою округлою головою, конусоподібним і міцним дзьобом, короткими ногами, довгими крилами і довгим хвостом з роздвоєним кінцем, кінчики якого розходяться, вигинаючись назовні в дистальній половині. Оперення глянцево чорне з синюватим відблиском. Махові пера та верхня частина хвоста темно-коричнева. Дзьоб і ноги чорні, очі коричнево-червоні.

## Спосіб життя
Трапляється парами або наодинці. Полює на комах та інших безхребетних. Іноді поїдає дрібних ящірок і жаб, ягоди та плоди. Моногамний птах. Період розмноження триває з вересня по грудень. Невелике чашоподібне гніздо серед гілок дерев будують обидва партнери. У кладці 2-4 яйця. Насиджують також обидва батьки по черзі. Інкубація триває два тижні. Пташенята залишають гніздо приблизно через 20 днів після народження.